# VanoniPaoli Live
VanoniPaoli Live è un doppio album dal vivo dei cantanti italiani Ornella Vanoni e Gino Paoli, pubblicato nel 2005 in cd e dvd.

## Descrizione
L'album è il racconto di una lunga tournée che i due artisti hanno tenuto tra il 2005 e il 2006, con una prima al Teatro Sistina di Roma nel febbraio del 2005 e un ultimo concerto alla Fenice di Venezia nel settembre 2006, anticipata dalla pubblicazione dell'album Ti ricordi? No non mi ricordo. Il tour ha vinto il premio come "Miglior Live Teatrale del 2005". Nei contenuti extra del dvd è incluso un video di backstage della tournée; mentre il cd contiene un'inedita incisione in studio di "E m'innamorerai".

## Tracce
CD 1
1. Che cosa c'è
2. Boccadasse
3. Musica musica
4. Lo specchio
5. Averti addosso
6. Questione di sopravvivenza
7. Sapore di sale
8. Vivere ancora
9. Io non t'amerò per sempre
10. Questa notte c'è
11. Come si fa
12. Che cosa c'è (solo piano)

CD 2
1. Dettagli
2. La gatta
3. L'appuntamento
4. Una ragione di più
5. La voglia, la pazzia
6. Lontano, lontano
7. La musica è finita
8. La canzone dell'amore perduto
9. Albergo a ore
10. Il cielo in una stanza
11. Una lunga storia d'amore
12. Domani è un altro giorno
13. Fingere di te
14. Senza fine
15. Ti lascio una canzone
16. E m'innamorerai (inedito)

Bonus track: E m'innamorerai (live)

## Crediti
- Ornella Vanoni - voce
- Gino Paoli - voce
- Roberto Martinelli - Direzione Sax
- Torindo Colangione - basso
- Pino Tafuto - pianoforte, tastiera
- Carlo Fimiani - chitarra
- Vittorio Riva - batteria
- Michele Ascolese - chitarra
- Aldo Mercurio - basso
- Maurizio Fiordiliso - chitarra
- Adriano Pennino - organo Hammond, programmazione, pianoforte, tastiera
- Natalio Mangalavite - pianoforte, tastiera
- Simone Masina Corni - contrabbasso
- Lorenzo Del Sorbo - contrabbasso
- Luca Risoli - contrabbasso
- Lorenzo Lendaro - viola
- Ilaria Salmasi - viola
- Simon Darii - viola
- Nico Cirigugno - viola
- Armando Alfano - violino
- Elisabetta Tedeschi - violino
- Fabiana Sirigu - violino
- Gaspare Maniscalco - violino
- Andrea Paoletti - violino
- Luisiana Lorusso - violino
- Etleva Kucuqi - violino
- Giacomo Cifani - violino
- Argira Morabito - violino
- Salvatore Terranova - violino
- Zita Mucsi - violino
- Gennaro Della Monica - violoncello
- Claudia Della Gatta - violoncello
- Piero Salvatori - violoncello